# Lucie Hrdá
Lucie Hrdá (* 15. ledna 1981) je česká advokátka specializující se na rodinné právo, sexualizované a domácí násilí a stalking.

## Vzdělání a praxe
V letech 1999–2004 studovala Právnickou fakultu Západočeské univerzity. V letech 2004–2016 působila jako dobrovolná odborná právní poradkyně poradny Bílého kruhu bezpečí. Rigorózní zkoušku v oboru trestního práva složila v roce 2009 na Právnické fakultě Západočeské univerzity a v témže roce si založila vlastní advokátní kancelář. V roce 2020 získala Cenu Františky Plamínkové a v roce 2021 ocenění Flamma pro inspirativní právničky a obsadila třetí místo v žebříčku nejvýznamnějších právniček časopisu Právní rádce. V témže roce také spoluzaložila spolek Bez trestu, který se zabývá podporou a ochranou obětí sexualizovaného a domácího násilí. Ze spolku v roce 2024 odešla kvůli své práci v kauze soudce Švaňhala, která se ukázala jako neslučitelná s hodnotami spolku. Lucie Hrdá je členkou Unie obhájců České republiky, ECBA, EFCL a národní tutorkou vzdělávacího programu Rady Evropy pro právní profesionály HELP (anglicky Human Rights Education for Legal Professionals).

## Specializace
- národní tutor vzdělávacího programu pro právní profesionály Rady Evropy HELP
- školení pro trestní soudce a státní zástupce na půdě Justiční akademie ČR na téma Domácí násilí a oběti trestné činnosti z pohledu advokáta, Zvlášť zranitelné oběti v trestním řízení z pohledu specializovaného advokáta, Dětské oběti a Domácí a sexualizované násilí pro rodinněprávní soudce
- školení pro rodinné soudce a na půdě Justiční akademie ČR na téma Zranitelné oběti trestných činů v opatrovnických řízeních
- školení pro advokáty a koncipienty na půdě České advokátní komory v Praze i Brně na téma Domácí násilí a zastupování obětí trestné činnosti
- školení pro lékaře, studenty medicíny, sociální pracovníky a neziskové organizace pomáhající obětem trestné činnosti
- osvětové články pro laickou veřejnost o domácím násilí a dopadech trestné činnosti na oběti na různých internetových serverech
- seriál o právech obětí trestné činnosti v magazínu Heroine[13]
- internetová právní poradna k dotazům čtenářů tematicky zaměřeného rodinného serveru
- spolupráce na knize Martiny Venglářové a Petra Eisnera Sexualita osob s postižením a znevýhodněním
- spolupráce na článcích o dopadech nového občanského zákoníku s časopisem Domov
- funkce "ombudsmana deníku Blesk" pro domácí násilí a rodinné právo
- autorka příspěvku Rozumějí soudy obětem násilných trestných činů? ve velkém sborníku - feministické revize právního systému ČR pod názvem Mužské právo - jsou právní pravidla neutrální?

Lucie Hrdá v médiích prezentuje názor, že pro oběti sexuálního a sexualizovaného násilí je často lepší, když události nenahlásí policii. Policejní a soudní procesy jsou podle ní v Česku špatně nastavené a pro oběti mohou znamenat další újmu. Stejně tak Hrdá zrazuje od nahlašování přátele, rodinu a okolí obětí, aby byla zachována svobodná vůle a autonomie obětí.
Já taky svým klientům říkám, ať to nahlásí jen v okamžiku, kdy mají oznamovací povinnost, nebo pokud to opravdu hlásit chtějí. Jo, pokud je to pro ně nějakým způsobem ozdravné, nebo mají pocit, že to musí udělat, aby někoho zachránili, nebo prostě chtějí dostat toho pachatele před soud, tak ať to udělají. Nebo pokud samozřejmě musí, to znamená, hrozí, že to udělá někomu, kdo je třeba dítě a podobně. (…) Naopak vždycky říkám lidem, nenahlašujte to za svoje kamarády a kamarádky, když oni si to nepřejí. Protože ten proces, kterým oni musí následně projít, je strašný, je velmi viktimizující, to znamená, že je to vlastně ztýrá podruhé. A že jim tím vlastně seberou autonomii.
Lucie Hrdá, KOULÍ PODCAST, 